# خماجین‌تپه
خماجین تپه مربوط به سده‌های میانه و متاخر دوران‌های تاریخی پس از اسلام است و در شهرستان همدان، بخش شراء، دهستان شوردشت، ۲۷۰۰ متری شمال غرب روستای خماجین واقع شده و این اثر در تاریخ ۱۸ اسفند ۱۳۸۷ با شمارهٔ ثبت ۲۵۱۳۹ به‌عنوان یکی از آثار ملی ایران به ثبت رسیده است.